# Demeter - Il risveglio di Dracula
Demeter - Il risveglio di Dracula (The Last Voyage of the Demeter) è un film del 2023 diretto da André Øvredal.
La pellicola è un libero adattamento del settimo capitolo del romanzo di Bram Stoker del 1897 Dracula, nel quale i membri della ciurma della goletta Demeter, ignari di stare trasportando a bordo il Conte Dracula, vengono misteriosamente uccisi durante il viaggio da Varna a Londra.

## Trama
Whitby, Inghilterra, 6 agosto 1897. La nave mercantile russa Demeter si incaglia sugli scogli e dell'equipaggio non c'è traccia. L'unica traccia è il diario di bordo del capitano Eliot che narra gli eventi precedenti al naufragio.
Porto di Varna, Bulgaria, 4 settimane prima. La Demeter ha fatto scalo a Varna, in Bulgaria, per caricare il carico da trasportare a Londra. La spedizione, composta da 50 grandi casse di legno, viene trasportata da rumeni, abitanti di un piccolo paese. Tuttavia, all’arrivo, essi si rifiutano di issare il carico sulla nave, insistendo sul fatto che devono lasciare la zona prima del tramonto. Uno di loro consegna al quartiermastro, Wojchek, e ad un altro membro dell'equipaggio, Olgaren, una grossa somma di denaro e augura alla Demeter un viaggio sicuro prima di partire con gli altri.
Clemens, un medico formatosi all'Università di Cambridge, sente per caso che la nave sta cercando membri dell'equipaggio. Tenta di convincere l'equipaggio che le sue capacità mediche e la conoscenza dell'astronomia lo renderebbero una risorsa preziosa per loro. Wojchek lo rifiuta e assume invece un uomo più anziano, ma mentre aiuta a caricare una delle casse, il nuovo assunto (spaventato nel riconoscere l'emblema del drago sul lato più corto) rilascia accidentalmente la corda dell'attrezzatura, facendo cadere la cassa. Clemens è testimone dell'incidente e salva il nipote di Elliott, Toby, dall'essere schiacciato dalla cassa sciolta. Il nuovo assunto dichiara che l'emblema del drago è di cattivo auspicio e se ne va; in segno di gratitudine per l'intervento di Clemens, Elliott lo assume come sostituto.
Una delle casse cade e si rompe nella stiva. Clemens indaga e trova una donna sepolta nella terra all'interno. È a malapena viva e lui le esegue trasfusioni di sangue per curare quella che crede essere un'infezione. Più tardi, nel Mar Egeo, Clemens e Olgaren vedono una figura misteriosa nella nebbia sul ponte. I membri dell'equipaggio, durante la traversata, decidono poi di adottare per le ronde notturne un segnale cadenzato bussando contro il legno della nave, che significherà "tutto libero".
La notte successiva, tutti gli animali a bordo della nave vengono uccisi, compreso il cane della nave, Huckleberry. L'equipaggio, temendo un'epidemia, getta fuoribordo tutte le carcasse. Anna, la clandestina segreta, si sveglia e li avverte di un mostro della Transilvania, una creatura che si nutre del sangue umano. Nella sua città la chiamavano Dracula, al quale fu data come schiava di sangue affinché il mostro li lasciasse in pace. Afferma che Dracula è già a bordo della nave e sta cercando di nutrirsi, rivelando diversi morsi sul suo corpo.
Dracula dà la caccia all'equipaggio durante la notte, mordendo Olgaren e trasformandolo in uno schiavo vampirico. Olgaren è temporaneamente trattenuto, legato a un tavolo; si libera e, vedendo Toby nella stiva, inizia a dare la caccia al ragazzo e lo intrappola negli alloggi del capitano, insieme a Dracula. Mentre l'equipaggio tenta di salvarlo, Toby viene morso da Dracula. La mattina successiva, il vampirico Olgaren, che era stato legato all'albero maestro dall'equipaggio, prende fuoco al sorgere del sole. Nonostante le trasfusioni di sangue di suo nonno, Toby muore e viene avvolto in parti della tela per vele per la sua sepoltura in mare. Durante il funerale, il capitano crede di vedere Toby muoversi; lo scarta, solo che Toby attacca improvvisamente. Il vampirico Toby prende fuoco alla luce del sole (bruciando gravemente anche suo nonno) prima che Clemens riesca a gettarlo nell'oceano.
L'equipaggio rimanente vuole distruggere la nave e annegare Dracula per impedirgli di causare il caos una volta raggiunta Londra. Il capitano Elliot, Abrams e Wojchek vengono uccisi da Dracula e Anna viene morsa durante un tentativo di salvare Clemens. Clemens salva Anna colpendo Dracula con un'ascia, e Anna riesce a schiacciare Dracula con una parte dell'albero maestro. Anna e Clemens abbandonano la nave, pensando che il vampiro sia morto; prima di affondare, la nave finisce per incagliarsi sulla costa britannica, consentendo a Dracula di staccare l'albero maestro dal suo corpo, ruggendo vittorioso.
Anna e Clemens fluttuano via tra i detriti e lei rivela a Clemens che sta diventando un vampiro dopo il morso di Dracula; Le trasfusioni di sangue di Clemens ritardano solo il cambiamento. All'alba del giorno, e non volendo diventare un mostro, Anna si immola volentieri esponendosi ai raggi solari, mentre Clemens si lascia trasportare alla deriva fino a riva.
Arrivato a Londra, Clemens si reca in una taverna locale dove si ferma a disegnare il ritratto di Anna sul suo taccuino. Improvvisamente sente un suono, come di bussare, con lo stesso ritmo con cui l'equipaggio della Demeter diceva "tutto libero"; Clemens si gira e vede Dracula, vestito da aristocratico, che, dopo aver fatto il suono con un bastone da passeggio, ride di lui, per poi scomparire. Uscendo di fretta dalla taverna, Clemens vede l'ombra del vampiro e lo segue, giurando, per la memoria e l'onore dei suoi compagni morti, che ucciderà Dracula e lo rimanderà all'Inferno.

## Produzione

### Sviluppo
Bragi F. Schut ha scritto la sceneggiatura originale del film, che avrebbe dovuto essere diretto da Robert Schwentke nel 2003. Tuttavia il film ha finito per restare nel development hell per i successivi vent'anni: alla regia si sono avvicendati Stefan Ruzowitzky, Marcus Nispel, David Slade e Neil Marshall, mentre nel cast si sono susseguiti Noomi Rapace, Ben Kingsley e Viggo Mortensen, senza però che il progetto prendesse mai il via.
Nel 2019, la Amblin Partners ha acquisito i diritti del film, con alla regia André Øvredal, e assumendo Zak Olkewicz per riscrivere la sceneggiatura di Schut.

### Riprese
Le riprese sono iniziate a Berlino nel giugno 2021 e sono proseguite a Malta fino all'ottobre dello stesso anno.

## Promozione
Il primo trailer del film è stato pubblicato il 13 aprile 2023.

## Distribuzione
Inizialmente prevista per il 27 gennaio 2023, la distribuzione del film nelle sale statunitensi è stata posticipata al 10 agosto dello stesso anno.

## Accoglienza
Il film ha incassato globalmente 21786275 $, di cui 13637180 $ in patria, rivelandosi un flop.
Su Rotten Tomatoes, il 49% delle 190 recensioni dei critici sono positive, con una valutazione media di 5,6 / 10. Metacritic ha assegnato al film un punteggio di 52 su 100, basato su 33 critici, indicando recensioni "miste o medie". Il pubblico intervistato da CinemaScore ha dato al film un voto medio di "B-" su una scala da A + a F, mentre quelli intervistati su PostTrak hanno dato un punteggio positivo complessivo del 66%.
Il critico cinematografico Stefano Aimar ha definito questo film come "immondizia digitale", considerando la scarsa qualità generale dell'opera.